# عاقل عاقلف
عاقل غیب‌الله ویچ عاقلف نخست‌وزیر تاجیکستان بین سال‌های ۲۰۰۶ تا ۲۰۱۳ بوده‌است. کارمند شایسته تاجیکستان و دارنده جایزه دولتی تاجیکستان به نام ابوعبدالله رودکی است.

## زندگی‌نامه
آقای عاقلف ۲ فوریه سال ۱۹۴۴ در شهر خجند به دنیا آمد. ملیتش تاجیک ،معلوماتش عالی، سال ۱۹۶۷ دانشکده مهندسی و ساختمانی مسکو را با اختصاص مهندس ساختمان و سال ۱۹۸۰ آکادمی علم‌های جمعیتی نزد کمیته مرکزی هکایش- را هکایش - را ختم نموده‌است. صاحب ۳ فرزنداند.
فعالیت‌های میهنیش را همچون استای اداره ساختمانی №۵ - تریست، بناکاری لنین‌آباد آغاز نموده، سال‌های ۱۹۶۹ تا ۱۹۷۶ در وظیفه‌های سرمهندس، سردار سرداره خواجگی منزلی و کامنلی شهر لنین‌آباد، سردار اداره ساختمان №۹ - تریست خانه‌سازی لنین‌آباد و وزارت ساختمان جمهوری فعالیت کرده‌است.
سال ۱۹۷۶ به کمیته مرکزی ح. ک تاجیکستان به کار دعوت شده و تا سال ۱۹۹۳ به صفت انسترکتار، معاون، مدیر شعبه کمیته مرکزی ادای وظیفه نموده‌است.
سال‌های ۱۹۹۳ تا ۱۹۹۹ به حیث وزیر ساختمان و معاون نخست وزیر جمهوری تاجیکستان و معاون اول رئیس ولایت لنین‌آباد فعالیت داشت.
سال‌های ۱۹۹۹ تا ۲۰۰۶ به سمت نخست وزیر جمهوری تاجیکستان ادای وظیفه نموده‌است. از ۱ دسامبر سال ۲۰۰۶ تا ۲۰۱۳ نخست وزیر جمهوری تاجیکستان شد.

## جوایز
1. با اردین‌های اسماعیل سامانی درجه ۱
2. نشان فخری
3. مدال «برای محنت شایان»
4. جوان فخری «کارمند شایسته تاجکستان»
5. جایزه دولتی تاجیکستان به نام ابوعبدالله رودکی